# 탐험가 그랜드슬램
탐험가 그랜드슬램(영어: Explorers Grand Slam, Adventurers Grand Slam) 또는 모험가 그랜드슬램은 세계 7대륙 최고봉 등정, 3극점 탐험을 부르는 말이며 현재까지 전 세계에서 27명이 달성하였다. 
또한, 산악 그랜드슬램은 여기에 히말라야 8,000 미터 14좌 등정까지 달성한 것이며, 이 위업을 달성한 사람은 현재 세계에서 박영석 대장이 유일하다.

## 같이 보기
- 박영석 - 세계최초 산악 그랜드슬래머 달성
- 미나미야 마린 - 일본의 산악인